# Senecio brasiliensis
Senecio brasiliensis es una especie de herbácea perenne de senecio, perteneciente a la familia de las asteraceas.

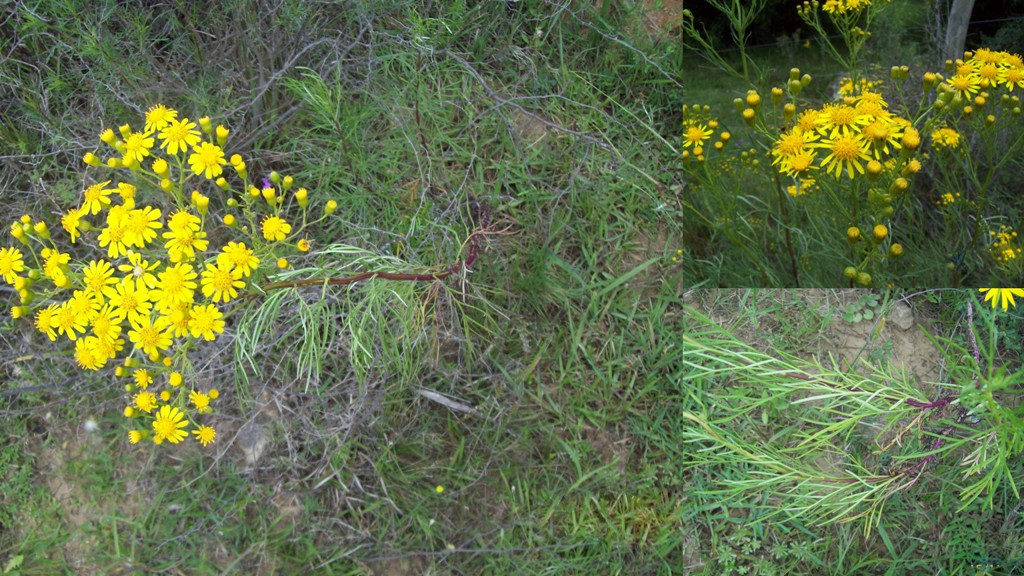
Vista de la planta

## Distribución
Es endémica de América del Sur: Argentina [n.], Brasil, Paraguay, Uruguay.  

## Descripción
Con tallos erectos, glabros, estriados, ramosos en su parte superior, densamente foliosos, alcanza 1-2,5 m de altura, con hojas alternadas.
Está principalmente en la región centro-sur de Brasil, conocida como: malmequer-amarelo, Maria-mole, flor-das-almas.

## Partes tóxicas
Los frutos y las hojas presentan alcaloides pirrolizidínicos, hepatotóxicos.

## Intoxicación
Es poco lo conocido de intoxicación en humanos, salvo en animales. Produce  principalmente necrosis de hígado y lesiones pulmonares.

## Taxonomía
Senecio brasiliensis fue descrita por (Spreng.) Less.  y publicado en Linnaea 6: 249. 1831.
Etimología
Ver: Senecio
brasiliensis: epíteto geográfico que alude a su localización en Brasil.
Sinonimia
- Cineraria brasiliensis Spreng. (basónimo)
- Cineraria brasiliensis Spreng.
- Senecio amabilis Vell.
- Senecio ambrosioides Mart.
- Senecio brasiliensis var. brasiliensis
- Senecio megapotamicus H.Buek
- Senecio schlechtendahlii Mart. ex Baker
- Senecio tripartitus DC.[3]